# Газопровод «Запад — Восток»
Газопровод «Запад — Восток» (кит. 西气东输管道) — газопровод в КНР, которые начинаются с Синьцзяна, Цинхая, Сычуани, Чунцина (главных регионов добычи газа) до Восточного Китая.

## Линии газопровода

### Первая линия
Строительство газопровода Запад-Восток началось в 2002 году. Трубопровод был введён в эксплуатацию 1 октября 2004 года, а полная коммерческая поставка природного газа началась 1 января 2005 года. Трубопровод принадлежит и эксплуатируется газопроводной компанией PetroChina West–East, дочерней компанией PetroChina. Первоначально было решено, что PetroChina будет владеть 50 % акциями трубопровода, в то время как Royal Dutch Shell, Газпром и ExxonMobil должны были владеть акциями по 15 % на каждого, а Sinopec получал 5 % акций. Однако в августе 2004 года совет директоров PetroChina объявил, что после обсуждений со всеми сторонами соглашение, им не удалось достичь согласия, и соглашение о совместном предприятии было расторгнуто.
Газопровод протяженностью 4000 километров проходит от Луннань в Синьцзяне до Шанхая. Он проходит через 66 городов в 10 провинциях Китая. Природный газ, транспортируемый по газопроводу, используется для производства электроэнергии на юго-востоке КНР. К 2010 году в Шанхае удалось заменить неэкологичный уголь, более экологичным газом. Пропускная способность газопровода составляет 17 млрд кубометров природного газа в год. Стоимость трубопровода составила 5,7 млрд. долларов США. Газопровод Запад-Восток соединен с газопроводом Шэнцзинь тремя ответвлениями.
Газопровод поставляется с нефтяных и газовых месторождений Таримского нефтегазоносного бассейна в провинции Синьцзян. Газовый район Чанцин в провинции Шэньси является вторичным источником газа.

### Вторая линия
Строительство второй линии газопровода Запад-Восток началось 22 февраля 2008 года. Трубопровод общей протяжённостью 9 102 километра, включая основную линию и 8 ответвлений, проходит от Хоргоса на Или-казахском автономном округе, провинции Синьцзяна до Гуанчжоу в провинции Гуандун. До Ганьсу будет проходить параллельно и соединён с Газопроводом I. Западная часть введена в эксплуатацию к 2009 году, а восточная в 2012 году.
Пропускная способность второго трубопровода составляет около 30 млрд кубометров природного газа в год.

### Третья линия
Строительство третьей линии газопровода началось в октябре 2012 года и закончилось в 2014 году. Третий трубопровод идёт от Хоргоса в западном Синьцзяне до Фучжоу в провинции Фуцзянь. Он идёт через провинции Синьцзян, Ганьсу, Нинся, Шэньси, Хэнань, Хубэй, Хунань, Цзянси, Фуцзянь и Гуандун.
Общая протяжённость третьей линии газопровода составляет 7 378 километров, включая магистраль протяжённостью 5220 километров и восемь ответвлений. Кроме того, она включает в себя три хранилища газа и завод по производству СПГ. Его мощность составляет около 30 млрд кубометров природного газа в год при рабочем давлении 10-12 мегапаскалей. Компрессоры для газопровода были произведены компанией Rolls-Royce.

### Четвёртая линия
28 сентября 2022 года стартовал проект строительства четвертой линии газопровода. Новая линия будет идти от уезда Улугчат, Синьцзян-Уйгурский автономный район, на границе с Киргизией, и будет проходить через Лунань и Турфань до Чжунвэя, Нинся-Хуэйский автономный район. Общая протяженность линии будет составлять около 3340 километров. После завершения строительства четвертый газопровод будет соединён со вторым газопроводом.